# 聖嘉耶當
聖嘉耶當（英語：Saint Cajetan，1480年—1547年），文艺复兴时期欧洲意大利的天主教神学家、改革者。嘉耶當于1524年创建了神職界修會 (戴蒂尼会)。
聖嘉耶當的紀念日位於8月7日。

## 外部連結
- http://www.malta-canada.com/san-gaetano/Index-S-G.htm （页面存档备份，存于）
- Catholic Encyclopedia: St Cajetan （页面存档备份，存于）
- Statue of St Cajetan in St Peter's Basilica （页面存档备份，存于）
- Patron Saints Index: Saint Cajetan
- Biography of St Cajetan （西班牙文）